# 章攀桂
章攀桂（1736年—1804年），字淮树，安徽桐城人。
乾隆年間，官甘肃知县，終官江苏松太兵备道。多才多藝，精於風水，“每为亲戚交友择地，贫者助之财以葬”。章攀桂曾为于敏中金坛里第营造花园。于敏中收受贿赂事發後，攀桂受到牽連，被革职。晚年居江宁，著有《选择正宗》。

## 延伸阅读
[在维基数据编辑]
 《清史稿·卷502》，出自趙爾巽《清史稿》